# Ossabaw Island
Ossabaw Island – jedna z wysp należących do Sea Islands, leżąca u wybrzeży Georgii w hrabstwie Chatham. Leży około 20 km na zachód od centrum Savannah, ma 16 km długości i 11,2 km szerokości i jest trzecią pod względem wielkości wyspą w stanie Georgia. Wyspa jest obecnie własnością stanu Georgia, objęta jest opieką Stanowego Wydziału Bogactw Naturalnych (Georgia Department of Natural Resources), jako miejsce historyczne będące rezerwatem dziedzictwa (Heritage Preserve).

## Historia
Ślady wskazują, iż wyspa była zamieszkana już około 2000 lat przed Chrystusem, natomiast źródła historyczne, hiszpańskich odkrywców podają, iż na wyspie znajdowała się wieś Asapo zamieszkała przez Indian Guale. Pierwszy kontakt z europejczykami miał miejsce najprawdopodobniej w 1568, kiedy to hiszpańscy zdobywcy żyjący w St. Augustine na Florydzie zakładali system misji wzdłuż wybrzeża Georgii i Karoliny Południowej. Asapo zostało zniszczone w 1579 roku w odwecie za bunt Indian. Pierwszym właścicielem wyspy był Thomas Bosomworth, tłumacz Jamesa Oglethorpe’a, który założył brytyjską kolonię Georgia. Pierwszy właściciel był także inicjatorem sprowadzenia pierwszych czarnoskórych niewolników na wyspę, których praca na plantacjach bawełny była wykorzystywana aż do końca wojny secesyjnej w 1865 roku.
Po wojnie czarnoskórzy wyzwoleńcy utworzyli osadę, zbudowano kościół (African Baptist) i dopiero zniszczenia na skutek huraganów w latach 1896 i 1898 spowodowały ich przeprowadzkę w okolice Savannah. W XX w wyspa przechodziła na własność szeregu zamożnych ludzi a w 1978 roku stan Georgia odkupił Ossabaw Island od Eleanor Torrey West i ustanowił pierwszym w Georgii miejscem chronionym w ramach programu dziedzictwa kulturowego a przeznaczonego badań naukowych, kulturowych i środowiskowych.

## Chroniony ekosystem
Wyspa jest objęta opieką Stanowego Wydziału Bogactw Naturalnych, gdyż znajduje się na niej około 4800 ha nadmorskich słonych mokradeł wyróżniających się bardzo dużą aktywnością biologiczną, produkującą największą ilość pożywienia i energii z wszystkich estuariów wschodniego wybrzeża. Jest ono siedliskiem życiowym i miejscem rozmnażania wielu rzadkich gatunków jak np. kraba błękitnego. Wszystkie rosnące tu rośliny i przebywające zwierzęta są dostosowane do dwukrotnego w ciągu dnia zalewania słoną wodą.